# Yttern, Västergötland
Yttern är en sjö i Falköpings kommun och Ulricehamns kommun i Västergötland och ingår i Ätrans huvudavrinningsområde. Sjön är 3,3 meter djup, har en yta på 0,412 kvadratkilometer och befinner sig 247 meter över havet. Yttern ingår i Lönerns fiskevårdsområdesförening där även Lönern och Vinsarpasjön ingår.

## Delavrinningsområde
Yttern ingår i det delavrinningsområde (642395-137023) som SMHI kallar för Utloppet av Lönern. Medelhöjden är 257 meter över havet och ytan är 35,02 kvadratkilometer. Räknas de 5 delavrinningsområdena uppströms in blir den ackumulerade arean 141,81 kvadratkilometer. Delavrinningsområdets utflöde Ätran mynnar i havet. Delavrinningsområdet består mestadels av skog (60 %). Avrinningsområdet har 6,1 kvadratkilometer vattenytor vilket ger det en sjöprocent på 17,4 %.

## Galleri

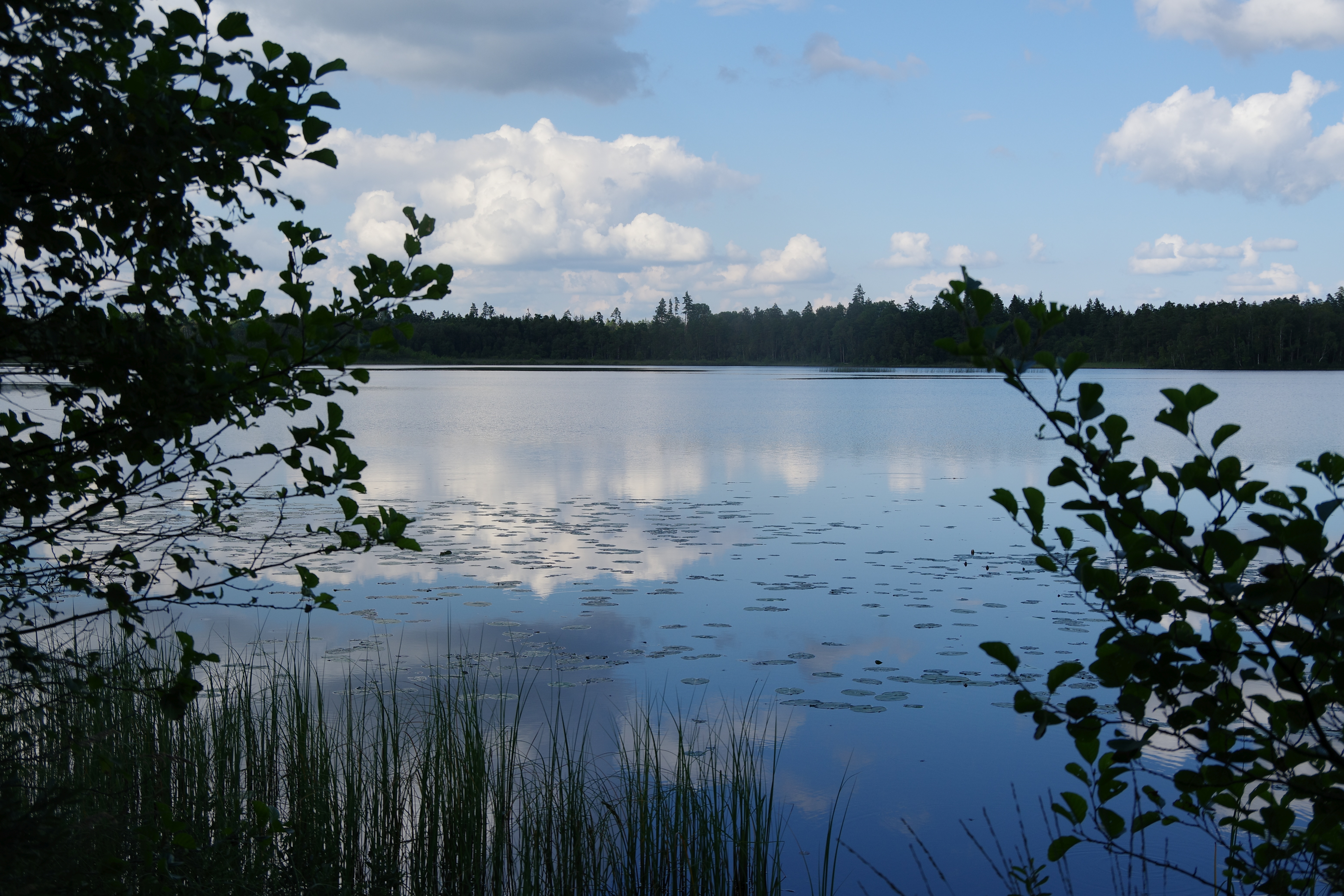
Yttern från söder sommaren 2024.
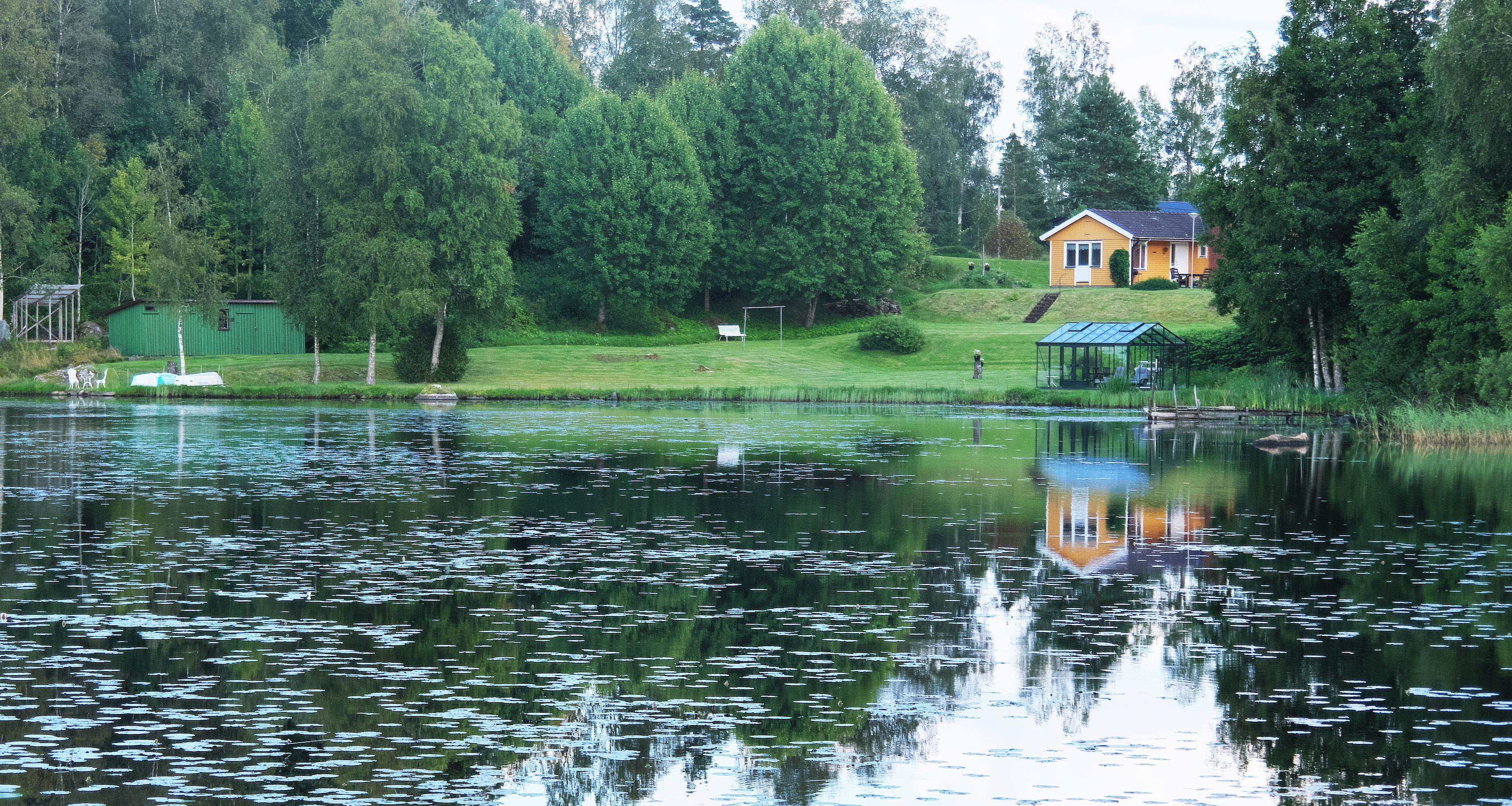
Vid Yttern ligger ett sommarstugeområde.
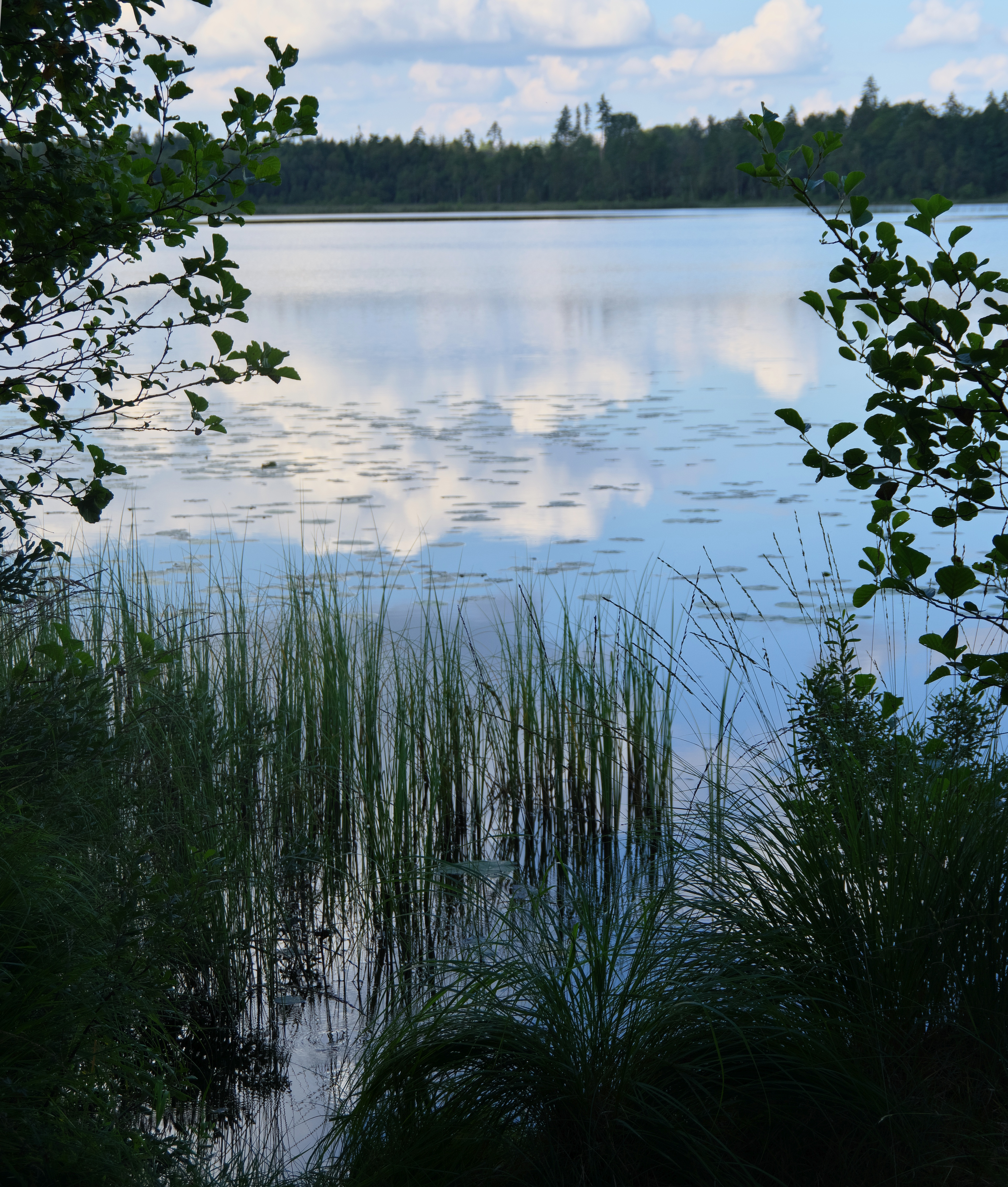